# Quosego
Quosego – Tidskrift för Ny Generation war eine finnische Literaturzeitschrift, die in schwedischer Sprache von 1928 bis 1929 im Helsingforser Verlag Söderström erschien. Zusammen mit Ultra gilt sie als bedeutendste Literaturzeitschrift des finnlandschwedischen Modernismus, obwohl sie nach nur vier Ausgaben wieder eingestellt wurde.
Initiator und Mitherausgeber der Zeitschrift war Elmer Diktonius, Chefredakteur war Cid Erik Tallqvist. Weitere Autoren, die die Zeitschrift geprägt haben, waren Gunnar Björling, Olof und Rabbe Enckell, Hagar Olsson sowie Henry Parland. Torger Enckell steuerte Illustrationen bei.
Der Name der Zeitschrift leitet sich aus dem lateinischen „Quos ego…“ („Euch werd ich…“) ab. Mit diesen Worten beruhigt Neptun in Vergils Aeneis den Sturm.